# Johannes Viebig
Johannes Viebig (* 26. Dezember 1919 in Breslau; † 13. September 2008 in Nürnberg) war ein deutscher evangelisch-lutherischer Pfarrer, Oberkirchenrat und Kreisdekan des Kirchenkreises Nürnberg.

## Leben
Johannes Viebig wurde in Breslau als Sohn von Anny Viebig, geborene Buchwald, und ihrem Mann, dem Pfarrer Paul Viebig, geboren. Nach dem Abitur am Maria-Magdalenen Gymnasium in Breslau studierte Johannes Viebig Theologie und Philosophie in Zürich bei Emil Brunner, ab 1939 in Erlangen bei Paul Althaus Theologie sowie in Breslau und Berlin. Mit Althaus stand er während seines Kriegsdiensts von 1939 bis 1945 in Briefkontakt. Nach kurzer Kriegsgefangenschaft war Viebig von 1947 bis 1950 Studieninspektor am Predigerseminar in Nürnberg. 1950 wechselte er dann als Pfarrer auf eine Pfarrstelle nach Steppach. Vier Jahre später wurde er in Erlangen Studentenpfarrer. Ab 1960 war er Pfarrer in Nürnberg St. Lorenz. In dieser Funktion initiierte er gemeinsam mit Georg Kugler, Christian Blendinger und Friedrich Walz ab dem 9. Oktober 1969 den bis heute regelmäßig stattfindenden Kommentargottesdienst, bei dem aktuelle politische Ereignisse von mehreren Personen kommentiert werden. Kommentatoren waren unter anderem Günther Beckstein, Ulrich Maly, aber auch Walter Jens, mit dem Viebig eine jahrzehntelange Freundschaft verband. Ab 1970 war Viebig Prodekan und zwei Jahre später wurde er Direktor an der evangelischen Akademie Tutzing. 1975 trat er als Kandidat der liberalen kirchenpolitischen Gruppe Arbeitskreis Evangelischer Erneuerung bei der Wahl zum bayerischen Landesbischof an, unterlag dabei aber Johannes Hanselmann. Er war zudem als Rundfunkprediger tätig und bis 1976 Vizepräsident der Bayerischen Landessynode. Von 1977 bis zu seiner Pensionierung 1985 war er Oberkirchenrat und Kreisdekan für Nürnberg. Johannes Viebig war mit Elisabeth Viebig, geborene Kluftinger (1926–2017), verheiratet und Vater von drei Kindern. Er ist der ältere Bruder von Joachim Viebig, ehemaliger Forstdirektor und Träger des Bundesverdienstkreuzes. Im Jahr 1980 hatte er den Bayerischen Verdienstorden erhalten.

## Schriften (Auswahl)
Johannes Viebig ist Autor zahlreicher zumeist theologischer Bücher und Aufsätze.
- Fruchtbare Einsamkeit: Eine Besinnung über Zeiten der Stille. Furche-Verlag, Hamburg, 1958
- mit Herbert Girgensohn: Gestaltetes Leben vor Gott. Bethel, Bielefeld, 1959
- Wir brauchen einander: Vom Sinn menschlicher Beziehungen. Furche Verlag, Hamburg, 1960
- Die Lorenzkirche in Nürnberg, K. R. Langewiesche. Königstein im Taunus, 1971
- Gottes Wort lernen: 450 Jahre Luthers kleiner Katechismus. Ii: Luther, Jg. 51, Heft 3, 1980
- Evangelische Meditation als Übung des Wort Gottes. In: Identität im Wandel in Kirche und Gesellschaft. 1998